# Halse Barrier
De Halse Barrier is een particulier landgoed van 13 ha nabij Vught maar behorend tot de gemeente Boxtel in de provincie Noord-Brabant.
Het landgoed is genoemd naar een tolboom die hier was geplaatst over de in 1741 aangelegde steenweg van Eindhoven naar 's-Hertogenbosch. Deze bevond zich in de buurtschap Hal. De steenweg is sindsdien steeds verder uitgebouwd en is tegenwoordig als A2 een zeer drukke autosnelweg geworden.
Het landgoed is een landschapspark met een waterpartij, een ven en betrekkelijk grote hoogteverschillen. Er groeien onder meer veel koningsvarens en langs het ven vindt men gagelstruwelen en moerashertshooi.
Het landgoed is privaat eigendom en niet vrij toegankelijk behoudens het doorgaande zandpad Halse Barrier/Barrierweg. Het grenst in het noorden aan het dal van de Essche Stroom en in het zuiden aan het Wilhelminapark.